# Municipio de Moro (Illinois)
El municipio de Moro (en inglés: Moro Township) es un municipio ubicado en el condado de Madison en el estado estadounidense de Illinois. En el año 2010 tenía una población de 3551 habitantes y una densidad poblacional de 42,14 personas por km².

## Geografía
El municipio de Moro se encuentra ubicado en las coordenadas 38°57′44″N 89°58′49″O / 38.96222, -89.98028. Según la Oficina del Censo de los Estados Unidos, el municipio tiene una superficie total de 84.27 km², de la cual 82,47 km² corresponden a tierra firme y (2,14 %) 1,8 km² es agua.

## Demografía
Según el censo de 2010, había 3551 personas residiendo en el municipio de Moro. La densidad de población era de 42,14 hab./km². De los 3551 habitantes, el municipio de Moro estaba compuesto por el 97,63 % blancos, el 0,7 % eran afroamericanos, el 0,11 % eran amerindios, el 0,37 % eran asiáticos, el 0,23 % eran de otras razas y el 0,96 % eran de una mezcla de razas. Del total de la población el 1,15 % eran hispanos o latinos de cualquier raza.